# Andrea Huber
Andrea Huber (n. 9 mai 1975, Samedan⁠(d), cantonul Graubünden, Elveția) este o schioară de fond ce a reprezentat Elveția, medaliată olimpică. A participat la 2 ediții ale Jocurilor Olimpice (1998, 2002) în care a câștigat o medalie de bronz.